# Alfred Halvari
Alfred Johan Olufsen Halvari, född 30 juli 1890 i Sor-Varanger, Finnmark, död 6 september 1966 i Vardø, Finnmark, var en norsk fiskare och kommunistisk politiker som var borgmästare i Båtsfjord från 1935 till 1945. 

## Biografi
Alfred Halvari var son till fiskaren Oluf Halvari och Grethe Halvari, född Luusua, som hade utvandrat från finska Lappland till Norge.
Under 1930-talet var Halvari en ledande figur i Norges Kommunistiska Parti och verkade som borgmästare i Båtsfjord från 1935 till 1945. Tidigt på hösten 1940 tog Halvari beslutet att fly från de tyska ockupanterna och tog med sig sin familj och åkte över till Fiskerhalvön och Sovjetunionen.
I januari 1961 kom två poliser till hans hem med en order om att följa med till poliskammaren. Halvari, som då var 71 år gammal, anklagades för att vara en sovjetisk spion och ledare för ett agentnätverk i Östra Finnmark. Efter att ha blivit konfronterad med de allvarliga anklagelserna uttryckte Halvari sin beredvillighet att samarbeta med myndigheterna. Denna händelse markerade början på en utredning som skulle kasta ljus över Halvaris tidigare aktiviteter och hans påstådda kopplingar till Sovjetunionen.  Halvaris fall blev en notabel del av den kalla krigets historia i Norge och har sedan dess varit föremål för diskussion och analys.